# Faro Barón Bliss
El Faro Barón Bliss (en inglés: Baron Bliss Light) es un faro en la ciudad de Belice, la ciudad más grande y antigua capital del país centroamericano de Belice. Establecido en 1885, cuenta con un plano focal de 16 m (52 pies) y lleva ese nombre en honor de Henry Edward Ernest Victor Bliss, un británico conocido como el Barón Bliss, quien donó unos dos millones de dólares para un fondo fiduciario en beneficio de los ciudadanos de la entonces colonia de Honduras Británica, hoy Belice.